# Wisseltransfusie
Een wisseltransfusie is het toedienen van zoveel nieuw bloed dat de meeste circulerende rode bloedcellen van de patiënt zijn vervangen door die van de donor of donoren. Dit kan bijvoorbeeld nodig zijn bij zeer ernstig bloedverlies, zoals bij grote operaties, verkeersongelukken en andere verwondingen of als het eigen bloed van de patiënt een intrinsiek probleem heeft, zoals resusantagonisme bij pasgeborenen en vergiftigingen. Wisseltransfusies komen steeds minder voor, het is bij vergiftigingen en circulerende antistoffen tegenwoordig meestal mogelijk met plasmaferese te volstaan.